# Kreisgericht Beeskow (Preußen)
Das Kreisgericht Beeskow war ein preußisches Kreisgericht in der damaligen preußischen Provinz Brandenburg mit Sitz in Beeskow.

## Geschichte
Im Sprengel des Kreisgerichts Beeskow bestanden bis 1849 das
- Land- und Stadtgericht Beeskow
- Land- und Stadtgericht Wendisch-Buchholz
- Land- und Stadtgericht Storkow
- Land- und Stadtgericht Buchholz
- Justizamt Königs-Wusterhausen
- Justizamt Friedland

Daneben bestanden viele Patrimonialgerichte.
1849 wurden in Preußen einheitlich Kreisgerichte geschaffen. Hierbei wurde die Patrimonialgerichtsbarkeit abgeschafft und die Patrimonialgerichte aufgehoben. Auch die eingangs genannten Gerichte wurden aufgehoben und es entstand das Königliche Kreisgericht Beeskow. Es umfasste den größten Teil des Kreises Beeskow-Storkow und einen Teil des Kreises Lübben. Zuständiges Appellationsgericht blieb das Kammergericht.
Gerichtskommissionen, also Zweigstellen des Gerichtes, wurden in Buchholz, Friedland und Storkow eingerichtet.
Am Gericht waren 1870 ein Direktor und sieben Kreisrichter eingesetzt. Die Zahl der Gerichtseingesessenen betrug 43.575. Gerichtstage wurden in Alt Markgrafpieske abgehalten. Schwurgerichtssachen des Kreisgerichtes wurde nicht hier, sondern beim Kreisgericht Berlin verhandelt.
Im Rahmen der Reichsjustizgesetze wurde das Gerichtswesen in Deutschland 1879 vereinheitlicht. Damit wurde das Kreisgericht Beeskow aufgehoben und das königlich preußische Amtsgericht Beeskow mit Wirkung zum 1. Oktober 1879 als eines von 12 Amtsgerichten im Bezirk des Landgerichtes Prenzlau als Nachfolger gebildet. Auch die Gerichtskommissionen wurden 1879 in Amtsgerichte umgewandelt (Amtsgericht Buchholz, Amtsgericht Friedland und Amtsgericht Storkow).

## Gerichtssprengel
Dem Kreisgericht Beeskow waren ursprünglich folgende Gemeinden zugeordnet:
| Ort                                                                  | früheres Gericht                                      |
| -------------------------------------------------------------------- | ----------------------------------------------------- |
| Beeskow mit Forsthaus, Hannemanns Vorwerk, Establissements Heidehaus | Land- und Stadtgericht Beeskow                        |
| Ketschendorf                                                         | Land- und Stadtgericht Beeskow                        |
| Langewahl                                                            | Land- und Stadtgericht Beeskow                        |
| Bugk                                                                 | Land- und Stadtgericht Wendisch-Buchholz              |
| Amalienhof                                                           | Patrimonialgericht                                    |
| Ahrensdorf                                                           | Land- und Stadtgericht Storkow                        |
| Bahrensdorf                                                          | Land- und Stadtgericht Beeskow                        |
| Rittergut Bahrensdorf                                                | Patrimonialgericht                                    |
| Behrensdorf                                                          | Land- und Stadtgericht Beeskow                        |
| Blossin                                                              | Justizamt Königs-Wusterhausen                         |
| Bindow                                                               | Land- und Stadtgericht Storkow                        |
| Birkholz                                                             | Patrimonialgericht                                    |
| Bornow                                                               | Land- und Stadtgericht Beeskow                        |
| Braunsdorf                                                           | Land- und Stadtgericht Storkow                        |
| Briescht                                                             | Land- und Stadtgericht Beeskow                        |
| Burglehn                                                             | Patrimonialgericht                                    |
| Bukow                                                                | Patrimonialgericht und Land- und Stadtgericht Beeskow |
| Cabelow                                                              | Land- und Stadtgericht Beeskow                        |
| Colberg                                                              | Justizamt Königs-Wusterhausen                         |
| Cosenblatt                                                           | Land- und Stadtgericht Beeskow                        |
| Cummerow                                                             | Land- und Stadtgericht Beeskow                        |
| Cunersdorf                                                           | Land- und Stadtgericht Beeskow                        |
| Dannenreich                                                          | Patrimonialgericht                                    |
| Dünsdorf                                                             | Land- und Stadtgericht Beeskow                        |
| Dolgenbrodt                                                          | Land- und Stadtgericht Storkow                        |
| Drahendorf                                                           | Patrimonialgericht                                    |
| Falkenberg                                                           | Land- und Stadtgericht Beeskow                        |
| Friedersdorf                                                         | Land- und Stadtgericht Beeskow                        |
| Giesendorf                                                           | Land- und Stadtgericht Beeskow                        |
| Glienicke                                                            | Land- und Stadtgericht Beeskow                        |
| Glowe                                                                | Patrimonialgericht                                    |
| Görsdorf                                                             | Land- und Stadtgericht Beeskow                        |
| Görsdorf bei Storkow                                                 | Land- und Stadtgericht Beeskow                        |
| Görzig                                                               | Land- und Stadtgericht Beeskow                        |
| Alt-Golm                                                             | Land- und Stadtgericht Beeskow                        |
| Neu-Golm                                                             | Land- und Stadtgericht Beeskow                        |
| Hartmannsdorf                                                        | Patrimonialgericht                                    |
| Alt-Hartmannsdorf mit Krug und Schloss                               | Patrimonialgericht                                    |
| Neu-Hartmannsdorf                                                    | Patrimonialgericht                                    |
| Herzberg                                                             | Patrimonialgericht und Land- und Stadtgericht Beeskow |
| Kietz bei Beeskow                                                    | Land- und Stadtgericht Beeskow                        |
| Kirchhofen                                                           | Land- und Stadtgericht Storkow                        |
| Kohsdorf                                                             | Land- und Stadtgericht Beeskow                        |
| Krügersdorf                                                          | Patrimonialgericht                                    |
| Lamitsch                                                             | Land- und Stadtgericht Beeskow                        |
| Langendamm                                                           | Land- und Stadtgericht Storkow                        |
| Limsdorf                                                             | Patrimonialgericht und Land- und Stadtgericht Beeskow |
| Lindenberg mit Grundmühle und Zubehör                                | Patrimonialgericht                                    |
| Markgrafpieske                                                       | Land- und Stadtgericht Storkow                        |
| Merz                                                                 | Patrimonialgericht                                    |
| Möllendorf                                                           | Land- und Stadtgericht Beeskow                        |
| Neubrück mit Unterförsterei Blankenburg und Etablissement Neuhaus    | Patrimonialgericht                                    |
| Oegeln                                                               | Land- und Stadtgericht Beeskow                        |
| Petersdorf                                                           | Land- und Stadtgericht Storkow                        |
| Pfaffendorf mit Schweinebraten                                       | Land- und Stadtgericht Beeskow                        |
| Pieskow                                                              | Land- und Stadtgericht Beeskow                        |
| Premsdorf                                                            | Land- und Stadtgericht Beeskow                        |
| Prieros                                                              | Land- und Stadtgericht Beeskow                        |
| Radinkendorf                                                         | Land- und Stadtgericht Beeskow                        |
| Radlow                                                               | Patrimonialgericht                                    |
| Ragow                                                                | Patrimonialgericht                                    |
| Ranzig                                                               | Land- und Stadtgericht Beeskow                        |
| Raßmannsdorf                                                         | Patrimonialgericht                                    |
| Rauen                                                                | Land- und Stadtgericht Storkow                        |
| Rauensche Ziegelei                                                   | Patrimonialgericht                                    |
| Groß-Rietz                                                           | Patrimonialgericht                                    |
| Klein-Rietz                                                          | Patrimonialgericht                                    |
| Saarow                                                               | Patrimonialgericht                                    |
| Alt-Schadow                                                          | Land- und Stadtgericht Storkow                        |
| Sauen mit Wassermühle                                                | Patrimonialgericht                                    |
| Schneeberg                                                           | Land- und Stadtgericht Beeskow                        |
| Schwenow                                                             | Patrimonialgericht                                    |
| Spreenhagen                                                          | Land- und Stadtgericht Storkow                        |
| Streitberg                                                           | Land- und Stadtgericht Beeskow                        |
| Stremmen mit Etablissement „Hungriger Wolf“                          | Land- und Stadtgericht Beeskow                        |
| Tauche                                                               | Land- und Stadtgericht Beeskow                        |
| Werder                                                               | Land- und Stadtgericht Beeskow                        |
| Wilmersdorf                                                          | Land- und Stadtgericht Beeskow                        |
| Wulfersdorf                                                          | Land- und Stadtgericht Beeskow                        |
| Wulschen mit Altona                                                  | Land- und Stadtgericht Beeskow                        |

## Gerichtskommission Friedland
Der Gerichtskommission Friedland waren folgende Gemeinden zugeordnet:
| Ort                                     | früheres Gericht               |
| --------------------------------------- | ------------------------------ |
| Friedland                               | Justizamt Friedland            |
| Lindow                                  | Justizamt Friedland            |
| Günthersdorf                            | Justizamt Friedland            |
| Oelsen                                  | Justizamt Friedland            |
| Zeust                                   | Justizamt Friedland            |
| Leißnitz                                | Justizamt Friedland            |
| Karras                                  | Justizamt Friedland            |
| Dammendorf                              | Justizamt Friedland            |
| Groß Muckrow mit Klingermühle           | Justizamt Friedland            |
| Klein Muckrow                           | Justizamt Friedland            |
| Grunow                                  | Justizamt Friedland            |
| Chossewitz mit Janke-Mühle              | Justizamt Friedland            |
| Miesedorf mit Kupferhammer              | Justizamt Friedland            |
| Nuwisch mit Voigtsmühle                 | Herrschaft Lieberose           |
| Pieskow                                 | Herrschaft Lieberose           |
| Schadow                                 | Herrschaft Lieberose           |
| Trebitz                                 | Herrschaft Lieberose           |
| Möllen                                  | Herrschaft Lieberose           |
| Speichrow                               | Herrschaft Lieberose           |
| Sarco                                   | Patrimonialgericht             |
| Reudnitz mit Krollshof und Weichensdorf | Patrimonialgericht             |
| Groß Briesen                            | Patrimonialgericht             |
| Klein-Briesen                           | Patrimonialgericht             |
| Trebatsch mit Rocher                    | Land- und Stadtgericht Beeskow |
| Sawall                                  | Land- und Stadtgericht Beeskow |
| Sabrodt                                 | Land- und Stadtgericht Beeskow |

## Gerichtskommission Buchholz
Der Gerichtskommission Buchholz waren folgende Gemeinden zugeordnet:
| Ort                                        | früheres Gericht                                      |
| ------------------------------------------ | ----------------------------------------------------- |
| Buchholz                                   | Land- und Stadtgericht Buchholz                       |
| Krausnick                                  | Land- und Stadtgericht Buchholz                       |
| Groß-Wasserburg                            | Land- und Stadtgericht Buchholz                       |
| Leibsch mit Forsthaus Dahme                | Land- und Stadtgericht Buchholz                       |
| Neuendorf mit Wutscherogge                 | Land- und Stadtgericht Buchholz                       |
| Alt- und Neu-Köthen                        | Land- und Stadtgericht Buchholz                       |
| Vorwerk Buchholz                           | Land- und Stadtgericht Buchholz                       |
| Münchehofe                                 | Land- und Stadtgericht Buchholz                       |
| Hermsdorf mit Mühle                        | Land- und Stadtgericht Buchholz                       |
| Groß-Eichholz mit Kolonie                  | Land- und Stadtgericht Buchholz                       |
| Birkholz mit Pechhütte                     | Land- und Stadtgericht Buchholz                       |
| Klein-Wasserburg                           | Land- und Stadtgericht Buchholz                       |
| Streganz                                   | Patrimonialgericht und Land- und Stadtgericht Storkow |
| Schwerin mit Curtmühle und Schäferei Lippe | Justizamt Königs-Wusterhausen                         |
| Kehrigk mit Grubenmühle                    | Land- und Stadtgericht Storkow                        |
| Klein-Eichholz                             | Justizamt Königs-Wusterhausen                         |
| Selchow                                    | Patrimonialgericht und Land- und Stadtgericht Storkow |
| Hohenbrück                                 | Land- und Stadtgericht Storkow                        |
| Neu-Schadow                                | Land- und Stadtgericht Storkow                        |
| Neu-Lübbenau                               | Land- und Stadtgericht Storkow                        |

## Gerichtskommission Storkow
Der Gerichtskommission Storkow waren folgende Gemeinden zugeordnet:
| Ort                              | früheres Gericht               |
| -------------------------------- | ------------------------------ |
| Storkow                          | Land- und Stadtgericht Storkow |
| Gosen                            | Patrimonialgericht             |
| Friedrichshof                    | Patrimonialgericht             |
| Wenzlow mit Steinfurth           | Patrimonialgericht             |
| Wernsdorf mit Kolonie Ziegenhals | Patrimonialgericht             |
| Philadelphia                     | Land- und Stadtgericht Storkow |
| Klein-Schauen                    | Land- und Stadtgericht Storkow |
| Wolzig                           | Land- und Stadtgericht Storkow |
| Cummersdorf                      | Land- und Stadtgericht Storkow |
| Alt-Stahnsdorf                   | Land- und Stadtgericht Storkow |
| Neu-Stahnsdorf                   | Land- und Stadtgericht Storkow |
| Staebichen                       | Land- und Stadtgericht Storkow |
| Scaby                            | Land- und Stadtgericht Storkow |
| Neu-Zittau                       | Land- und Stadtgericht Storkow |
| Groß-Schauen                     | Land- und Stadtgericht Storkow |
| Wochowsee                        | Land- und Stadtgericht Storkow |
| Wendisch Rietz                   | Land- und Stadtgericht Storkow |
| Neu-Boston                       | Land- und Stadtgericht Storkow |
| Rieplos                          | Land- und Stadtgericht Storkow |
| Colpin                           | Land- und Stadtgericht Storkow |
| Lebbin                           | Land- und Stadtgericht Storkow |
| Dahmsdorf                        | Land- und Stadtgericht Storkow |
| Silberberg                       | Patrimonialgericht             |
| Reichenwalde                     | Patrimonialgericht             |
| Neu-Woltersdorf                  | Land- und Stadtgericht Storkow |
| Kietz                            | Land- und Stadtgericht Storkow |